# NK Solin
Maillots
Le NK Solin est un club croate de football basé dans la ville de Solin en Croatie, et fondé en 1919.

## Histoire
Le NK Solin est fondé en 1919 sous le nom de Dioklecijan. Le club fait ses débuts deuxième division croate à la naissance de l'état de Croatie en 1991 et s'appelle alors le NK MAR Solin. Le club a plusieurs fois changé de nom au cours de son histoire avant d'adopter en 2004 celui du NK Solin.
Le NK Solin termine premier du championnat de troisième division croate à l'issue de la saison 2015-2016 et est promu en Druga HNL, la deuxième division. Avec l'arrivée de Mirko Labrović au poste d'entraîneur, le club est proche d'une qualification en quarts de finale de la coupe de Croatie en octobre 2016 mais est éliminé par le voisin de l'Hajduk Split (1-2), et lutte dans le même temps pour une montée en première division lors de la saison 2016-2017 mais échoue dans son objectif de promotion en terminant troisième du championnat.
Le 30 septembre 2020, Ivan Matić (en) devient l'entraîneur de l'équipe première du NK Solin.
En janvier 2022, Toni Golem (en) est nommé entraîneur de l'équipe première, succédant à Ivan Matić (en).

### Historique des noms
- 1919 : Dioklecijan
- 1924 : Jandro
- 1931 : Solin
- 1945 : FD Naprijed
- 1946 : FD Ciment
- 1951 : NK Solin
- 1991 : NK MAR Solin
- 1995 : NK Solin Kaltenberg
- 1997 : NK Solin
- 1999 : NK Solin Građa
- 2004 : NK Solin